# Торг в реальном времени
Торг в реальном времени (англ. Real Time Bidding, RTB) —  технология в индустрии онлайн-рекламы, которая представляет собой аукцион рекламных объявлений в реальном времени. Базируется на протоколе IAB OpenRTB.

## Участники
- Supply-Side Platform (SSP) — рекламная сеть, предоставляющая в аукцион места для показов рекламы (продавец)
- Demand-Side Platform (DSP) — рекламная сеть, предоставляющая в аукцион рекламу — видео, баннеры и пр. (покупатель)
- Data Management Platform (DMP) — поставщик данных о пользователях
- Agency Trading Desk — платформа, которая помогает рекламодателям более эффективно покупать аудиторию в большом объёме в цифровых средствах массовой информации.
- Publisher - владелец сайта.

## Немного статистики
- Размеры рынка
  - Размер рынка рекламы в 2011 году, продаваемой по модели Real Time Bidding, составил 1.26 миллиардов долларов США
  - Прогноз размера рынка рекламы, продаваемой по модели Real Time Bidding к 2015 году — 6.5 миллиардов долларов США
- Доля показов
  - Доля показов в 2011 году рекламы, продаваемой по модели Real Time Bidding, в общем числе показов составила 8 %
  - Прогноз доли показов по модели Real Time Bidding в общем числе показов к 2015 году — 26 %[1]

## Технология

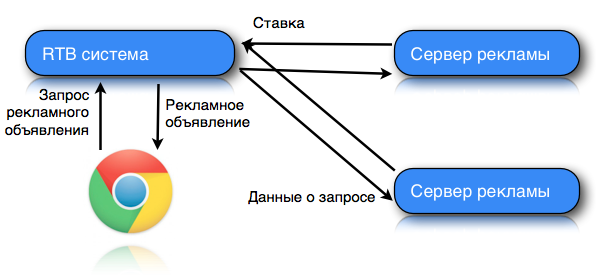
Технология RTB

Система (рекламная сеть, рекламная биржа), которая предоставляет услугу Real Time Bidding при получении запроса на показ рекламы перед тем как отдать объявление делает следующее:
1. Посетитель заходит на сайт издателя (Publisher).
2. Браузер отправляет запрос на показ рекламы посетителю в SSP.
3. На основе данных о посетителе (собираются из cookies браузера), геолокации, времени его посещения и параметрах доступной рекламной площади (размер, тип баннера), SSP классифицирует запрос по максимальному числу параметров для формирования лота для продажи на RTB-аукционе.  Например, известно, что посетитель сайта издателя — девушка, петербурженка, интересующаяся ядерной физикой.
4. SSP отдает информацию о запросе и пользователе системам рекламодателей (рекламных сетей). Заинтересованные рекламодатели, через DSP, делают ставки на лот. Для получения дополнительных сведений о посетителе, DSP запрашивают данные на бирже таргетинговых данных DMP, которые помогают дополнить портрет посетителя и точнее определить ценность выставленного лота.  DMP дополнил портрет посетителя информацией о возрасте: 18-24 года
5. Среди полученных ставок SSP выбирает самую высокую, тем самым определяя победителя аукциона и дисконтирует её. Например, до минимально необходимой для победы в аукционе или до второй максимальной ставки (алгоритм «аукциона второй цены»).  Пускай на выставленный лот поступило три ставки: 100, 150 и 200 рублей. Аукцион выигрывает рекламодатель, сделавший ставку в 200 рублей, но покупка лота происходит по стоимости 150 рублей.
6. Рекламные материалы победителя передаются SSP, который, в свою очередь, передает их браузеру пользователя
7. Посетитель сайта издателя видит рекламу выигравшего лот рекламодателя. Девушка видит рекламу от иранского поставщика урана.

Следует обратить внимание на то, что все эти операции происходят между получением запроса и ответом на него, то есть в процессе загрузки страницы в браузер пользователя.

#### Соотнесение пользователей между DSP и SSP
Для того, чтобы DSP могли эффективно делать ставки в аукционах, необходимо заранее (до аукциона) соотнести идентификаторы (куки) пользователей в двух системах. В результате на одной из сторон (либо на обеих сторонах одновременно) хранится таблица соответствия пользователей.
| Примеры        | Хранение на стороне SSP | Хранение на стороне DSP |
| -------------- | --- | --- |
| Инициирует SSP | 1. SSP вызывает dsp.com (например, через пиксел) 2. dsp.com перенаправляет запрос на ssp.com и передает DSP ID 3. ssp.com получает запрос с DSP ID и сохраняет его | 1. SSP вызывает dsp.com (например, через пиксел) и передает SSP ID 2. dsp.com получает запрос с SSP ID и сохраняет его                    |
| Инициирует DSP | 1. DSP вызывает ssp.com и передает DSP ID 2. ssp.com получает запрос с DSP ID и сохраняет его                                                                      | 1. DSP вызывает ssp.com 2. ssp.com перенаправляет запрос на dsp.com и передает SSP ID 3. dsp.com получает запрос с SSP ID и сохраняет его |

## Технические отличия от традиционных технологий
В традиционных подходах, как мы знаем, рекламные системы не проинтегрированы между собой и поэтому обработка запроса происходит последовательно. Задача рекламной сети в этом случае — не выбор рекламного объявления с максимальной экономической эффективностью, а открутка выделенных вручную лимитов с заданными частотами. Оптимизация эффективности компании производится в этих случаях вручную командами рекламных агентств или алгоритмами серверов паблишера (которые в большинстве случаев заинтересованы только в экономической эффективности для паблишера)
Кроме того, традиционные подходы приводят к существенным задержкам в поставке рекламы, сложным и неочевидным схемам перенаправлений запросов в случаях если данная сеть не готова обслужить показ и т.д.
Переход к Real Time Bidding требует от сетей некоторых усилий:
- Схема работы в идеологии RTB должна занимать минимально возможное количество времени, поэтому к инфраструктуре предъявляются повышенные требования.
- Сети должны реализовать механизмы интеграции с RTB-системой.
- Система работает наиболее эффективно в случае, когда по любому запросу есть техническая возможность идентифицировать существенное число параметров, относящихся к пользователю (история запросов, соцдем, география, данные по ретаргетингу). Это требует от RTB системы возможности эти данные предоставить (обычно за счет подключения к биржам и агрегаторам таргетинговых данных), а от сервера сети возможности проанализировать эти данные и сделать ставку.

## Экономические последствия появления RTB на рынке медийной рекламы
Основные преимущества RTB-подхода состоят в экономической составляющей. Именно они вынуждают сети и рекламные агентства вводить в свой портфель предложения RTB медийной рекламы несмотря на существенные технические сложности. Дело в том, что технология приносит выгоды всем участникам рынка:
- Рекламодателям RTB позволяет снизить потери на показы нецелевой аудитории и тем самым повысить конверсию и эффективность кампаний. Кроме того, появляются совершенно новые возможности по типам кампаний (например ретаргетинг)
- Паблишерам (сайтам) технология позволяет продавать каждый показ наиболее эффективно в зависимости от посетителя и доступных объявлений.

## Влияние RTB на традиционный рынок рекламного инвентаря
С появлением Real Time Bidding на западном рынке появился лозунг, связанный с поведением рекламодателей: «Buy audience instead of inventory». В переводе это означает, что рекламодатели переходят от покупки показов на конкретных страницах конкретных сайтов к покупке показов людям из интересующей их аудитории, независимо от того, где эти показы происходят (с некоторыми особенностями, связанными в основном с brand-safety).
Таким образом, на рынке США все чаще слышны заявления, что традиционное сегментирование рынка рекламного инвентаря становится неактуальным. Разделение на premium и remnant инвентарь теряет смысл поскольку показ теперь продается без жесткой привязки к месту, но с привязкой к персоне, которой показывается реклама. Что, в свою очередь, ведет к повышенному спросу на анонимные данные о пользователях привязанных к cookie.
Возросший спрос на данные привел к появлению сервисов нового поколения — бирж и агрегаторов таргетинговых данных. Эти биржи позволяют площадкам участникам монетизировать свои данные о посещениях, а рекламодателям и рекламным агентствам покупать большие пулы целевой аудитории отдельно от показов, значительно увеличивая эффективность или снижая стоимость своих рекламных кампаний.